# GTV (Indonésie)
Pour les articles homonymes, voir GTV.
GTV ou Global Informasi Bermutu est un réseau de chaînes télévisées indonésiennes basé à Jakarta. La chaîne a été lancée en 1999 puis rachetée en 2002 par le groupe Media Nusantara Citra (MNC), détenu par le conglomérat MNC Corporation.

## Histoire
La chaîne a été créée sous le nom Global TV le 22 mars 1999 par la société Global Investasi Bermutu, codétenue par les sociétés ICMI et IIFTIHAR. La chaîne Global TV a obtenu une licence de radiodiffusion le 25 octobre 1999 mais avec un contenu islamique orienté vers l'éducation, la technologie et le développement des ressources humaines.
En 2001, Bimantara Citra achète Global TV et renomme la société Global Information Quality. Le 1er juin 2002 la programmation change pour des rediffusions 15 h par jour de MTV Indonesia alors diffusée par Antv comprenant des dessins animés de Nickelodeon. Le 8 octobre 2002, GTV devient une chaîne de télévision nationale pour les jeunes et diffuse les programmes de MTV Indonesia 24 heures par jour.
En 2003, Media Nusantara Citra prend le contrôle de Global Mediacom dont Global TV.
Le 1er janvier 2005, la diffusion s'étend avec une couverture locale de 18 villes indonésiennes. Le 15 janvier 2005, Global TV commence à changer sa programmation avec ses propres émissions au lieu des rediffusions de MTV et achète les droits de diffusion de Formule 1.
Le 11 octobre 2017, Global TV se rebaptise GTV pour son 15e anniversaire mais a perdu les droits de diffusions d'événements sportifs au profit d'émissions de télé-réalité, de jeux et d'émissions d'informations.
En 2019, GTV propose des diffusions de tournois nationaux esports